# Joshua Herdman
Joshua Colin M. Herdman (Londres, Inglaterra; 9 de septiembre de 1987) es un actor y luchador profesional británico. Es conocido principalmente por interpretar a Gregory Goyle en la serie de películas de Harry Potter.

## Primeros años y carrera
Herdman nació en Hampton, Middlesex, Inglaterra; es hijo de Julia y del también actor Martin Herdman. Empezó a actuar a la edad de 7 años, pero no obtendría un papel importante hasta los 13 años, cuando fue escogido para interpretar a Gregory Goyle en Harry Potter y la piedra filosofal (2001). De 2001 a 2011, Herdman participó en las ocho películas producidas de Harry Potter, las cuales están basadas en la serie de libros del mismo nombre.
En julio de 2009 Herdman apareció en el Comic-Con de Londres y dos semanas después, en Muggle Mayhem, una convención de Harry Potter que se organiza en Londres.
Entre 2010 y 2011, retomó su papel en las dos últimas entregas de la franquicia, Harry Potter y las reliquias de la Muerte: parte 1 y parte 2, esta última se convirtió en la tercera película más taquillera de la historia del cine. Su personaje muere en la última película, a causa de un maleficio que él mismo conjuró; sin embargo, en el libro homónimo el personaje Vincent Crabbe es quien usa la maldición y, en consecuencia, fallece. También prestaría su voz para los videojuegos de La Orden del Fénix, El misterio del príncipe y Las reliquias de la Muerte: parte 2.
Herdman actuó en 2002 en la película Thunderpants, junto a Rupert Grint (Ron Weasley en Harry Potter); también
realizó una participación especial en un capítulo de la serie The Bill en 2004 y luego en el sitcom The Crust[cita requerida] en 2005, en el episodio «Pizza Problems». Interpretó un papel recurrente en la serie UGetMe, de la BBC One. En 2011 tuvo un personaje secundario en la película The Estate Film.
Participó en la película Piggy, estrenada el 4 de mayo de 2012 en el Reino Unido.

## Vida personal
Tiene un hijo llamado Morgan con su pareja Jessica Worth.

### Controversias
El 19 de agosto de 2009, se publicó una fotografía donde Herdman se encontraba fumando marihuana. Dicha fotografía fue al parecer de él en algún momento en 2008 en unas vacaciones en Ámsterdam, en Países Bajos, donde es legal. El 27 de noviembre de 2009, se reportó que Herdman se encontraba en estado de ebriedad en su hotel mientras asistía al Collectormania Copenhague.

## Filmografía

### Cine y televisión
| Año  | Película                                           | Papel         | Notas                               |
| ---- | -------------------------------------------------- | ------------- | ----------------------------------- |
| 2001 | Harry Potter y la piedra filosofal                 | Gregory Goyle |                                     |
| 2002 | Thunderpants                                       | Damon         |                                     |
| 2002 | Harry Potter y la cámara secreta                   | Gregory Goyle |                                     |
| 2004 | Harry Potter y el prisionero de Azkaban            | Gregory Goyle |                                     |
| 2004 | The Bill                                           | David Wilson  | Participación especial; 1 episodio. |
| 2005 | The Crust                                          | Gordon        | Participación especial; 1 episodio. |
| 2005 | UGetMe                                             | Ben           | Recurrente, 47 episodios.           |
| 2005 | Harry Potter y el cáliz de fuego                   | Gregory Goyle |                                     |
| 2007 | Harry Potter y la Orden del Fénix                  | Gregory Goyle |                                     |
| 2009 | Harry Potter y el misterio del príncipe            | Gregory Goyle |                                     |
| 2010 | Harry Potter y las reliquias de la Muerte: parte 1 | Gregory Goyle |                                     |
| 2011 | Harry Potter y las reliquias de la Muerte: parte 2 | Gregory Goyle |                                     |
| 2011 | The Estate Film                                    | Skunk         |                                     |
| 2012 | Piggy                                              | Anthony       | Estrenada en mayo de 2012.          |
| 2012 | Wizards vs Aliens                                  | Steve         | Participación especial; 1 episodio. |
| 2013 | Common People                                      | Simon         |                                     |
| 2013 | Coming Up                                          | Eater         | Participación especial; 1 episodio. |
| 2014 | Wasted                                             | Jason         |                                     |
| 2018 | Robin Hood                                         | Righteous     |                                     |